# Parti républicain syndicaliste
Parti républicain syndicaliste (PRS), česky Syndikalistická republikánská strana, byla francouzská syndikalistická politická strana. Po rozpadu strany Le Faisceau, první strany inspirované italským fašismem ve Francii, ji v roce 1928 založil Georges Valois. Mezi jejími členy se nacházeli bývalí anarchisté, neojakobíni i budoucí přívrženci levicového gaullismu. Cílem strany bylo dosažení nové ekonomiky založené na silnýh odborech a korporatismu.
I přes blízkost k tzv. krajně pravicovým ligám (často militantní neparlamentní organizace ve 30. letech) se PRS spojila s levicí a mnoho jejích členů (včetně Valoise) se angažovalo v odboji během nacistické okupace (Résistance).
Hlavní tiskový orgán strany nesl jméno Les Cahiers bleus.